# Carolus Wimmer
Carolus Wimmer (Alemania, 10 de septiembre de 1948) es un político, profesor universitario e histórico militante comunista. Es responsable de Relaciones Internacionales del Partido Comunista de Venezuela (PCV) y exdiputado del Parlamento Latinoamericano.

## Biografía
Carolus Wimmer de origen alemán, se nacionaliza como venezolano en la década de los 70. Fue diputado del Parlamento Latinoamericano (Parlatino) en el período 2005-2011 y en el período 2011-2016. Fue vicepresidente del Grupo Parlamentario Venezolana ante la institución panamericana entre 2008 y 2011 y la presidió entre 2014 y 2015. 
Fue director de Relaciones Internacionales de la Asamblea Nacional Venezolana. Se presentó a las elecciones del 6 de diciembre de 2015 para la Asamblea Nacional por el Gran Polo Patriótico Simón Bolívar por el Estado de Trujillo.
Actualmente es director político del Frente Cívico Militar Bolivariano "Ezequiel Zamora", director de relaciones institucionales e instructor del Instituto de Altos Estudios “Bolívar-Marx”, miembro del Buró Político del PCV, jefe del Departamento de Política Internacional del Comité Central del PCV, profesor invitado de la Universidad Federal do Rio Grande do Sul (Brasil), Universidad de Cádiz y Universidad de Granada (España), productor nacional independiente de Radio y TV, director de la Revista político-cultural “Debate Abierto” y productor del programa del mismo nombre en Radio Nacional de Venezuela.

## Condecoraciones
- Premio Nacional del Libro de Venezuela en 2004
- Premio Nacional del Libro de Venezuela en 2007
- Premio Nacional de Comunicación del Ministerio del Poder Popular para la Comunicación e Información 2008.[4]